# Liste der Premierminister Brasiliens

Flagge des Kaiserreichs Brasiliens (1870–1889)

Nachfolgende Liste der Premierminister Brasiliens (Presidente do Conselho de Ministros) umfasst die Regierungschefs während der Zeit des Kaiserreichs Brasilien (1847–1889) und während einer kurzen Zeit der Republik Brasilien (1961–1963). Zwischen 1847 und 1889 wurde der Premierminister offiziell Präsident des Ministerrates genannt.

## Kaiserreich Brasilien (1847–1889)
| Nr.                   | Premierminister       | Premierminister                                                      | Amtszeit                              | Partei                | Partei                |                       |
| Kaiserreich Brasilien | Kaiserreich Brasilien | Kaiserreich Brasilien                                                | Kaiserreich Brasilien                 | Kaiserreich Brasilien | Kaiserreich Brasilien | Kaiserreich Brasilien |
| --------------------- | --------------------- | -------------------------------------------------------------------- | ------------------------------------- | --------------------- | --------------------- | --------------------- |
| 1                     |                       | Manuel Alves Branco Visconde de Caravelas (1797–1855)                | 20. Juli 1847 – 8. März 1848          | Partido Liberal       |                       |                       |
| 2                     |                       | José Carlos Pereira de Almeida Torres Visconde de Macaé (1799–1856)  | 8. März 1848 – 31. Mai 1848           | Partido Liberal       |                       |                       |
| 3                     |                       | Francisco de Paula Sousa e Melo (1791–1854)                          | 31. Mai 1848 – 29. September 1848     | Partido Liberal       |                       |                       |
| 4                     |                       | Pedro de Araújo Lima Visconde de Olinda (1793–1870)                  | 29. September 1848 – 8. Oktober 1849  | Partido Conservador   |                       |                       |
| 5                     |                       | José de Costa Carvalho Visconde de Monte Alegre (1796–1860)          | 8. Oktober 1849 – 11. Mai 1852        | Partido Conservador   |                       |                       |
| 6                     |                       | Joaquim José Rodrigues Torres Visconde de Itaboraí (1802–1872)       | 11. Mai 1852 – 6. September 1853      | Partido Conservador   |                       |                       |
| 7                     |                       | Honório Hermeto Carneiro Leão Marquês do Paraná (1801–1856)          | 6. September 1853 – 3. September 1856 | Partido Conservador   |                       |                       |
| 8                     |                       | Luís Alves de Lima e Silva Marquês de Caxias (1803–1880)             | 3. September 1856 – 4. Mai 1857       | Partido Conservador   |                       |                       |
| 9                     |                       | Pedro de Araújo Lima Marquês de Olinda (1793–1870)                   | 4. Mai 1857 – 12. Dezember 1858       | Partido Conservador   |                       |                       |
| 10                    |                       | Antônio Paulino Limpo de Abreu Visconde de Abaeté (1798–1883)        | 12. Dezember 1858 – 10. August 1859   | Partido Liberal       |                       |                       |
| 11                    |                       | Ângelo Muniz da Silva Ferraz Barão de Uruguaiana (1812–1867)         | 10. August 1859 – 2. März 1861        | Partido Conservador   |                       |                       |
| 12                    |                       | Luís Alves de Lima e Silva Marquês de Caxias (1803–1880)             | 2. März 1861 – 24. Mai 1862           | Partido Conservador   |                       |                       |
| 13                    |                       | Zacarias de Góis e Vasconcelos (1815–1877)                           | 24. – 30. Mai 1862                    | Liga Progressista     |                       |                       |
| 14                    |                       | Pedro de Araújo Lima Marquês de Olinda (1793–1870)                   | 30. Mai 1862 – 15. Januar 1864        | Liga Progressista     |                       |                       |
| 15                    |                       | Zacarias de Góis e Vasconcelos (1815–1877)                           | 15. Januar 1864 – 31. August 1864     | Liga Progressista     |                       |                       |
| 16                    |                       | Francisco José Furtado (1818–1870)                                   | 31. August 1864 – 12. Mai 1865        | Partido Liberal       |                       |                       |
| 17                    |                       | Pedro de Araújo Lima Marquês de Olinda (1793–1870)                   | 12. Mai 1865 – 3. August 1866         | Partido Liberal       |                       |                       |
| 18                    |                       | Zacarias de Góis e Vasconcelos (1815–1877)                           | 3. August 1866 – 16. Juli 1868        | Partido Liberal       |                       |                       |
| 19                    |                       | Joaquim José Rodrigues Torres Visconde de Itaboraí (1802–1872)       | 16. Juli 1868 – 29. September 1870    | Partido Conservador   |                       |                       |
| 20                    |                       | José Antônio Pimenta Bueno Visconde de São Vicente (1803–1878)       | 29. September 1870 – 7. März 1871     | Partido Conservador   |                       |                       |
| 21                    |                       | José Maria da Silva Paranhos Visconde do Rio Branco (1819–1880)      | 7. März 1871 – 25. Juni 1875          | Partido Conservador   |                       |                       |
| 22                    |                       | Luís Alves de Lima e Silva Duque de Caxias (1803–1880)               | 25. Juni 1875 – 5. Januar 1878        | Partido Conservador   |                       |                       |
| 23                    |                       | João Lins Vieira Cansação de Sinimbú Visconde de Sinimbu (1810–1906) | 5. Januar 1878 – 28. März 1880        | Partido Liberal       |                       |                       |
| 24                    |                       | José Antônio Saraiva (1823–1895)                                     | 28. März 1880 – 21. Januar 1882       | Partido Liberal       |                       |                       |
| 25                    |                       | Martinho Álvares da Silva Campos (1816–1887)                         | 21. Januar 1882 – 3. Juli 1882        | Partido Libera        |                       |                       |
| 26                    |                       | João Lustosa da Cunha Paranaguá Visconde de Paranaguá (1821–1912)    | 3. Juli 1882 – 24. Mai 1883           | Partido Liberal       |                       |                       |
| 27                    |                       | Lafayette Rodrigues Pereira (1834–1917)                              | 24. Mai 1883 – 6. Juni 1884           | Partido Liberal       |                       |                       |
| 28                    |                       | Manuel Pinto de Sousa Dantas (1831–1894)                             | 6. Juni 1884 – 6. Mai 1885            | Partido Liberal       |                       |                       |
| 29                    |                       | José Antônio Saraiva (1823–1895)                                     | 6. Mai 1885 – 20. August 1885         | Partido Liberal       |                       |                       |
| 30                    |                       | João Maurício Wanderley Barão de Cotegipe (1815–1889)                | 20. August 1885 – 10. März 1888       | Partido Conservador   |                       |                       |
| 31                    |                       | João Alfredo Correia de Oliveira (1835–1919)                         | 10. März 1888 – 7. Juni 1889          | Partido Conservador   |                       |                       |
| 32                    |                       | Afonso Celso de Assis Figueiredo Visconde de Ouro Preto (1836–1912)  | 7. Juni 1889 – 15. November 1889      | Partido Liberal       |                       |                       |

## Republik Brasilien (1961–1963)
| Nr.                | Premierminister    | Premierminister                         | Amtsperiode                          | Partei                        | Partei             |                    |
| Republik Brasilien | Republik Brasilien | Republik Brasilien                      | Republik Brasilien                   | Republik Brasilien            | Republik Brasilien | Republik Brasilien |
| ------------------ | ------------------ | --------------------------------------- | ------------------------------------ | ----------------------------- | ------------------ | ------------------ |
| 1                  |                    | Tancredo Neves (1910–1985)              | 8. September 1961 – 12. Juli 1962    | Partido Social Democrático    |                    |                    |
| 2                  |                    | Francisco Brochado da Rocha (1910–1962) | 12. Juli 1962 – 18. September 1962   | Partido Social Democrático    |                    |                    |
| 3                  |                    | Hermes Lima (1902–1978)                 | 18. September 1962 – 23. Januar 1963 | Partido Socialista Brasileiro |                    |                    |